# Catedral de la Nativitat de Crist a Chișinău
La catedral de la Nativitat de Crist (en romanès: Catedrala Mitropolitană Nașterea Domnului) és la catedral principal de l'Església Ortodoxa Moldava al centre de Chisinau, Moldàvia. Va ser encarregat pel governador de Nova Rússia, el príncep Mikhail Semyonovich Vorontsov i el metropolità Gavril Bănulescu-Bodoni el 1830.
La catedral va ser construïda a la dècada de 1830 amb un disseny neoclàssic d'Abram Melnikov (que havia dissenyat una església similar a Bolhrad). La catedral va ser bombardejada durant la Segona Guerra Mundial, i el seu campanar va ser destruït pels comunistes locals el 1962. El nou campanar es va construir l'any 1997. Durant l'època soviètica es va prohibir el culte i la catedral es va transformar en un centre d'exposicions.

La façana és molt senzilla i clara, amb sis columnes dòriques per a l'entrada. A causa de les nombroses destruccions que va patir la catedral al llarg del temps, l'edifici ha rebut diverses restauracions i canvis de forma. Per exemple, la cúpula de zinc actual i la seva creu a la part superior són ambdues un afegit de 1997 construït sobre l'estructura anterior. L'interior estava completament en blanc durant el període soviètic, però avui dia té les parets pintades en pur estil ortodox.

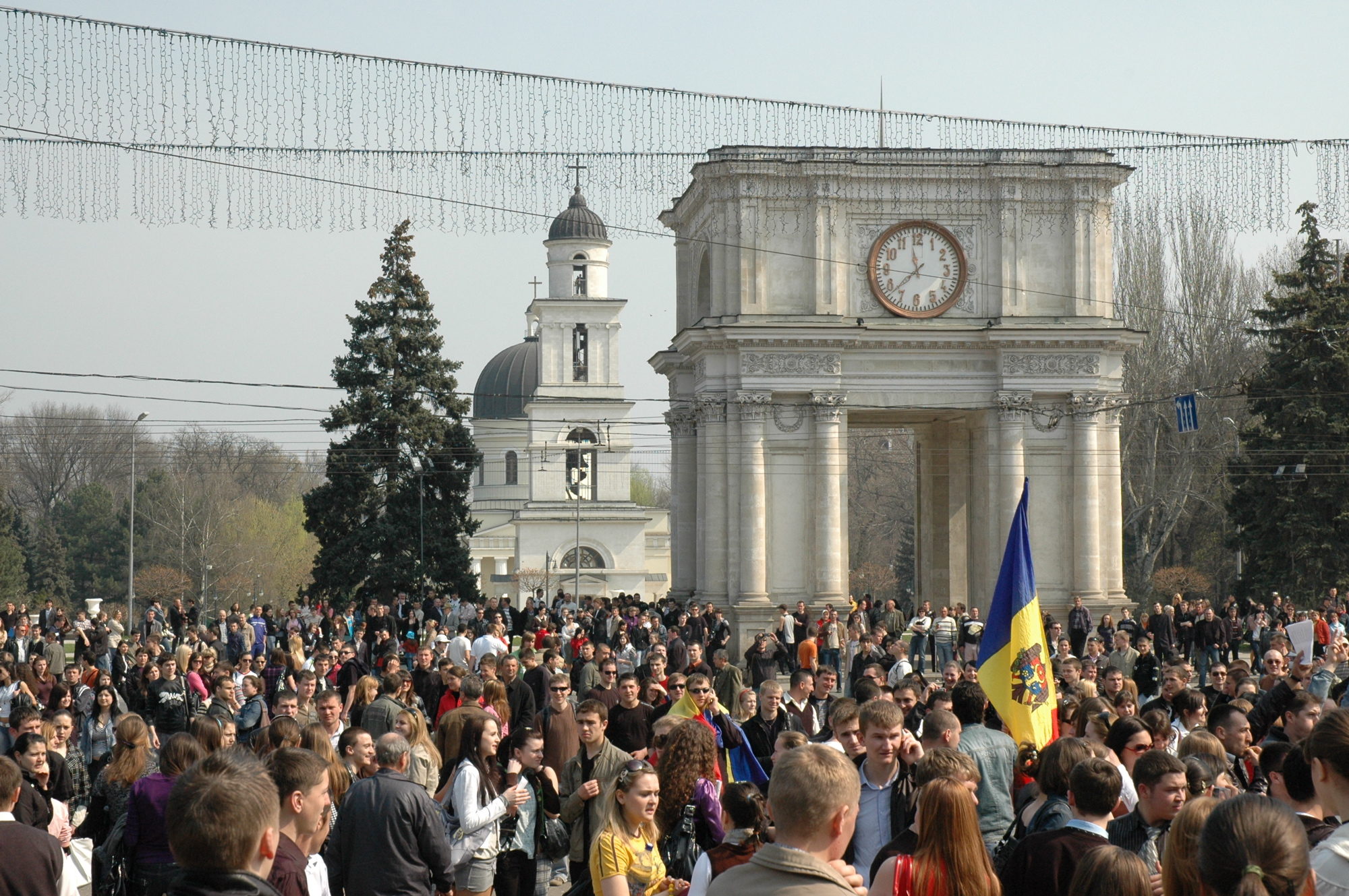
Durant unes protestes al 2009
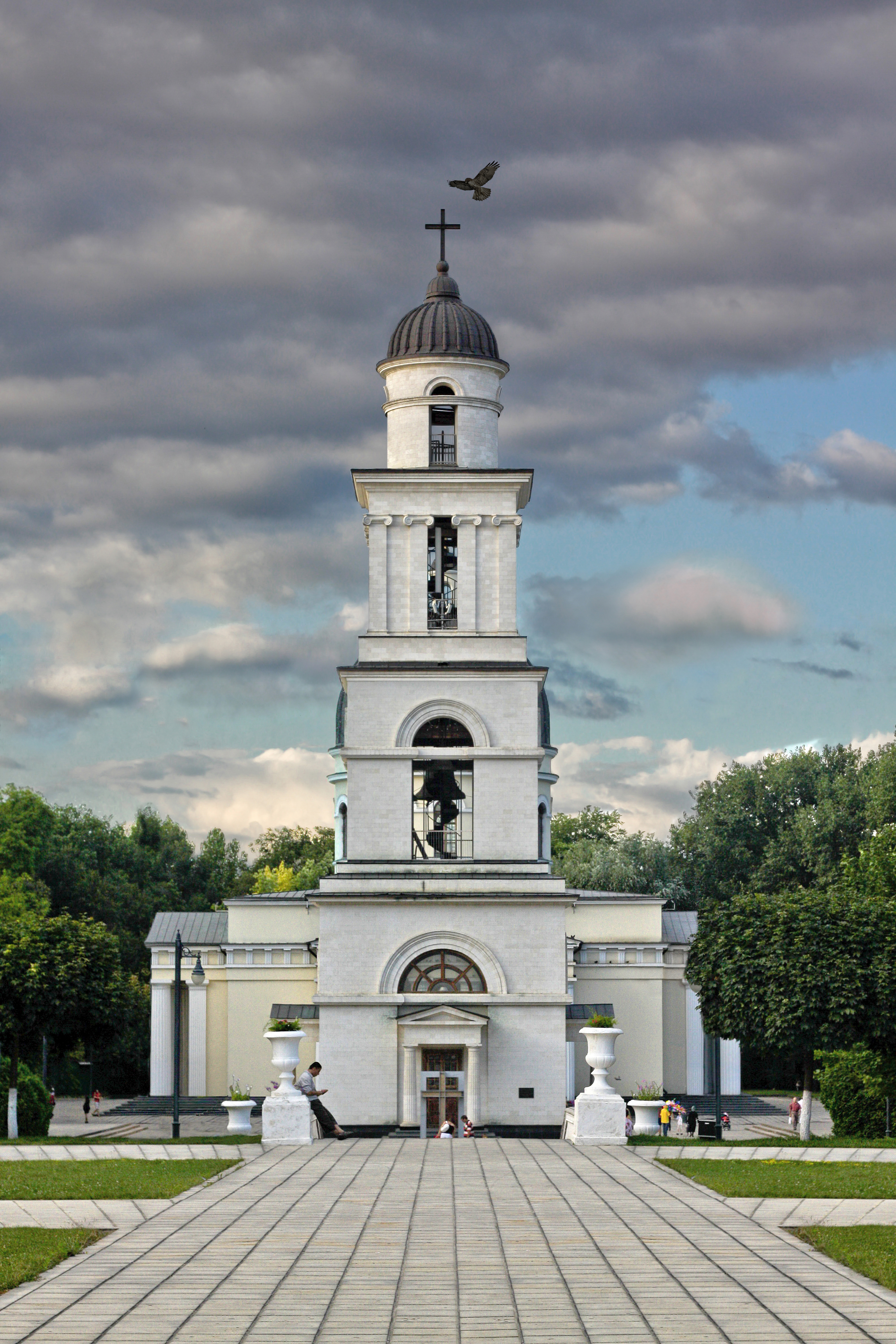
Campanar d'espadanya
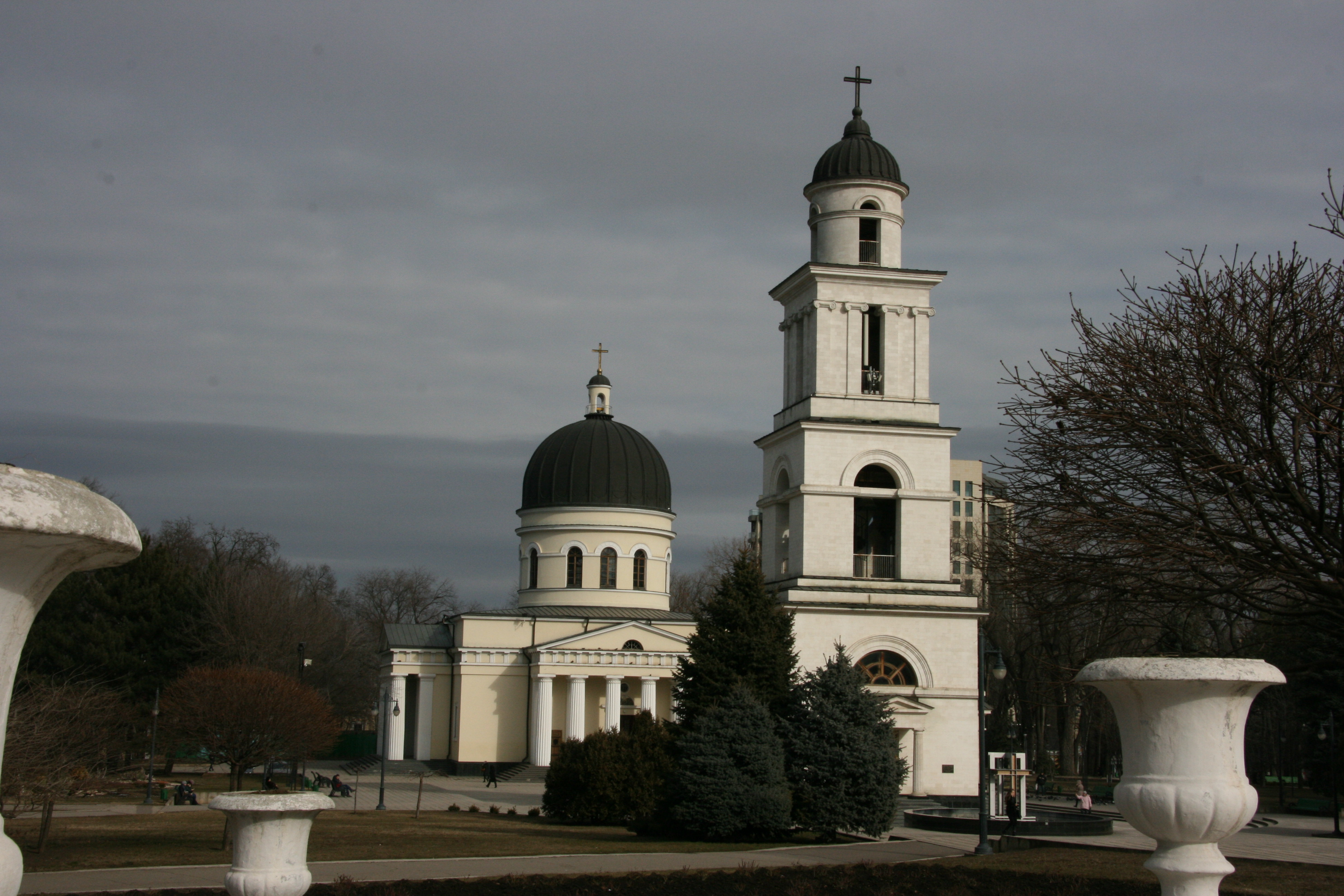
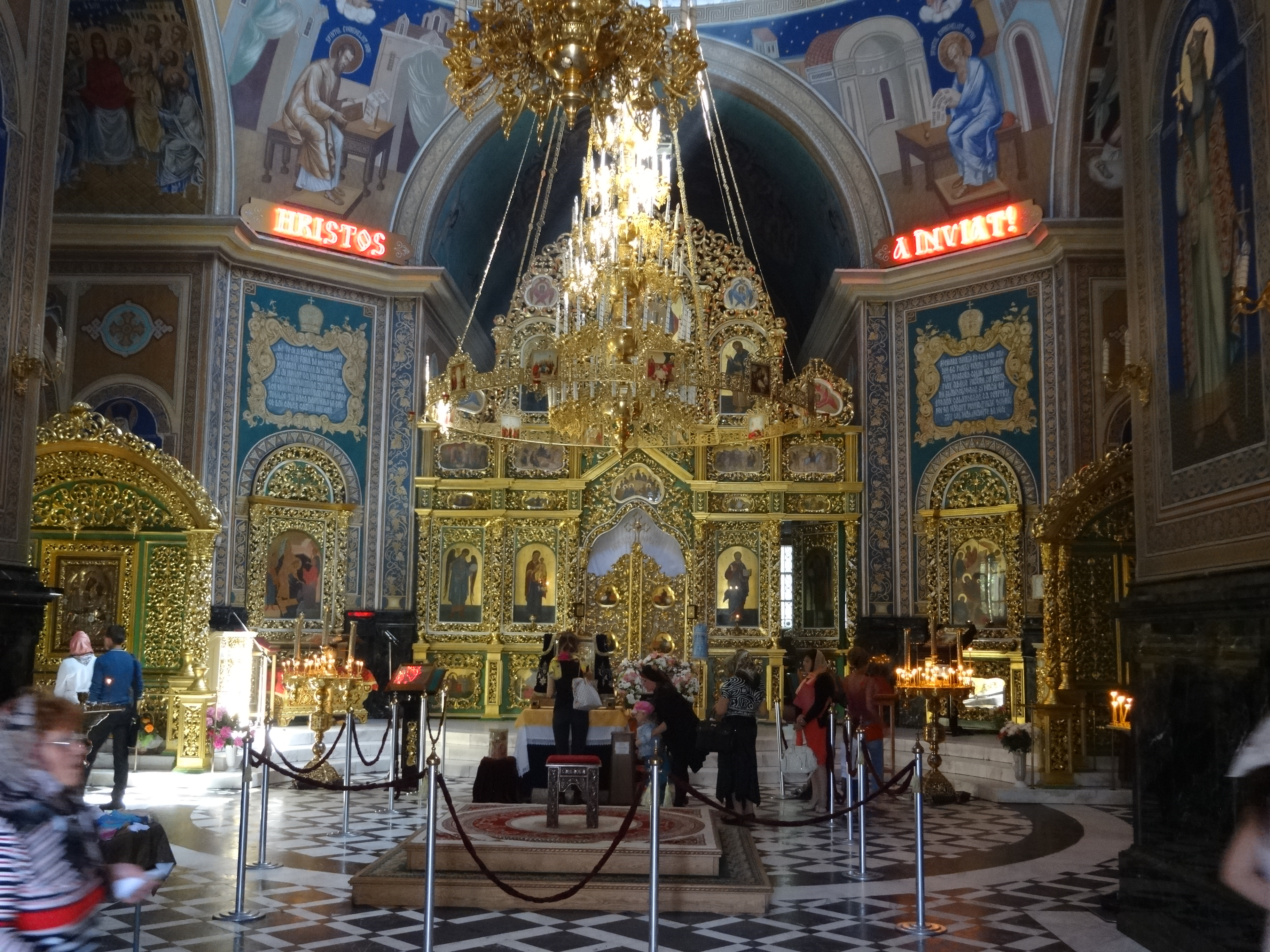
Iconòstasis
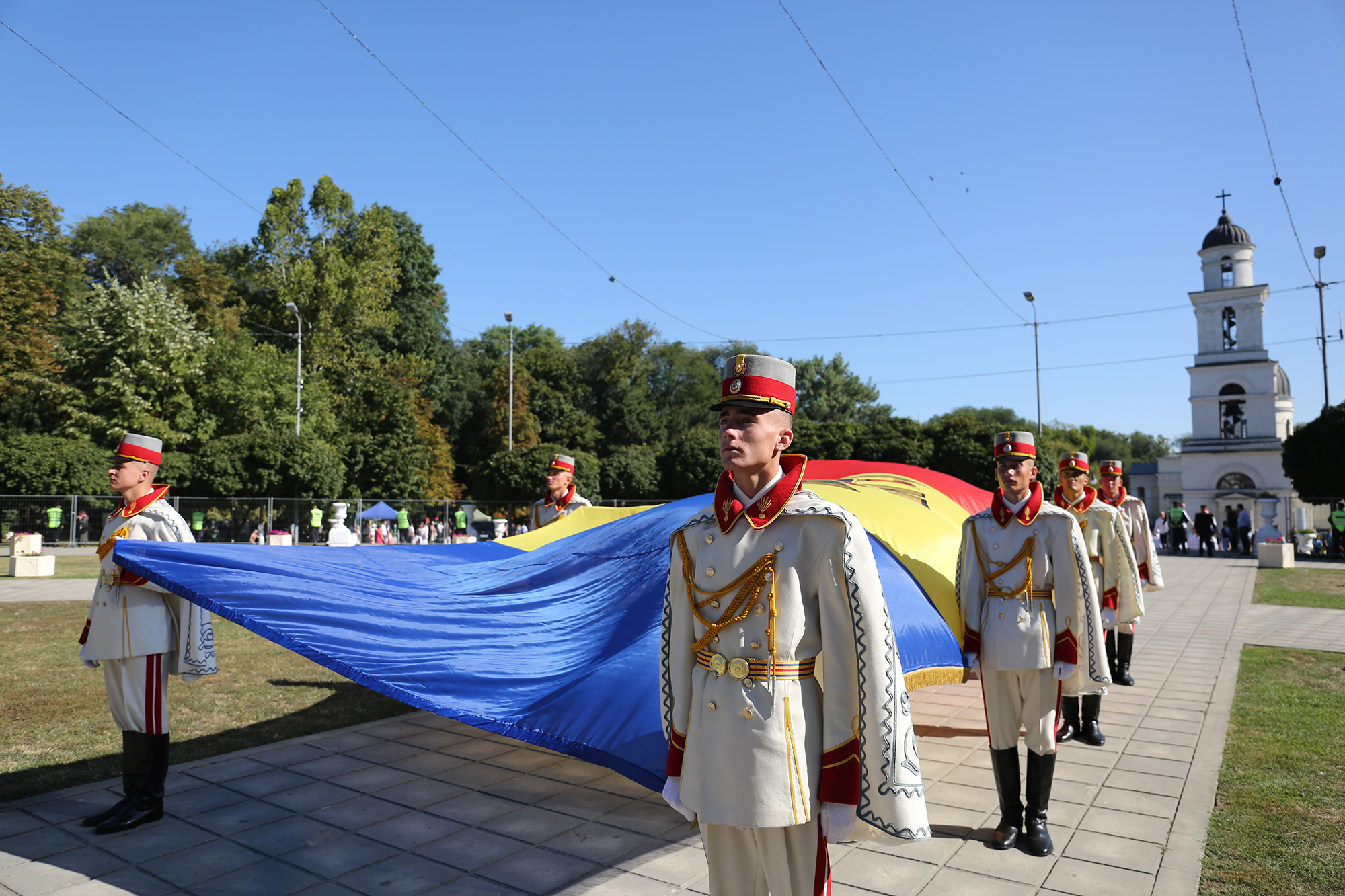
La bandera moldava davant de la catedral.